# Lijst van nummer 1-hits in de Radio 2 Top 30 in 1985
Deze hits stonden in 1985 op nummer 1 in de BRT Top 30, de voorloper van de huidige Vlaamse Radio 2 Top 30.
| Nummer | Datum        | Artiest           | Titel                           |
| ------ | ------------ | ----------------- | ------------------------------- |
| 284    | 5 januari    | Band Aid          | Do they know it's Christmas?    |
|        | 12 januari   | Band Aid          | Do they know it's Christmas?    |
|        | 19 januari   | Band Aid          | Do they know it's Christmas?    |
| 285    | 26 januari   | Murray Head       | One night in Bangkok            |
|        | 2 februari   | Murray Head       | One night in Bangkok            |
|        | 9 februari   | Murray Head       | One night in Bangkok            |
| 286    | 16 februari  | Jermaine Jackson  | Do what you do                  |
|        | 23 februari  | Jermaine Jackson  | Do what you do                  |
|        | 2 maart      | Jermaine Jackson  | Do what you do                  |
|        | 9 maart      | Jermaine Jackson  | Do what you do                  |
|        | 16 maart     | Jermaine Jackson  | Do what you do                  |
| 287    | 23 maart     | Modern Talking    | You're My Heart, You're My Soul |
|        | 30 maart     | Modern Talking    | You're My Heart, You're My Soul |
|        | 6 april      | Modern Talking    | You're My Heart, You're My Soul |
|        | 13 april     | Modern Talking    | You're My Heart, You're My Soul |
|        | 20 april     | Modern Talking    | You're My Heart, You're My Soul |
| 288    | 27 april     | USA for Africa    | We are the world                |
|        | 4 mei        | USA for Africa    | We are the world                |
|        | 11 mei       | USA for Africa    | We are the world                |
|        | 18 mei       | USA for Africa    | We are the world                |
|        | 25 mei       | USA for Africa    | We are the world                |
|        | 1 juni       | USA for Africa    | We are the world                |
| 289    | 8 juni       | Bobbysocks        | Let it swing                    |
| 290    | 15 juni      | Paul Hardcastle   | 19                              |
|        | 22 juni      | Paul Hardcastle   | 19                              |
|        | 29 juni      | Paul Hardcastle   | 19                              |
| 291    | 6 juli       | Bruce Springsteen | Dancing in the dark             |
| 292    | 13 juli      | Duran Duran       | A view to a kill                |
| 290    | 20 juli      | Paul Hardcastle   | 19                              |
| 291    | 27 juli      | Bruce Springsteen | Dancing in the dark             |
|        | 3 augustus   | Bruce Springsteen | Dancing in the dark             |
| 293    | 10 augustus  | Baltimora         | Tarzan boy                      |
|        | 17 augustus  | Baltimora         | Tarzan boy                      |
|        | 24 augustus  | Baltimora         | Tarzan boy                      |
|        | 31 augustus  | Baltimora         | Tarzan boy                      |
|        | 7 september  | Baltimora         | Tarzan boy                      |
| 294    | 14 september | Madonna           | Into the groove                 |
|        | 21 september | Madonna           | Into the groove                 |
|        | 28 september | Madonna           | Into the groove                 |
|        | 5 oktober    | Madonna           | Into the groove                 |
| 295    | 12 oktober   | Stevie Wonder     | Part time lover                 |
| 296    | 19 oktober   | Nana Mouskouri    | Only love                       |
|        | 26 oktober   | Nana Mouskouri    | Only love                       |
| 297    | 2 november   | Simple Minds      | Alive and kicking               |
| 296    | 9 november   | Nana Mouskouri    | Only love                       |
|        | 16 november  | Nana Mouskouri    | Only love                       |
|        | 23 november  | Nana Mouskouri    | Only love                       |
|        | 30 november  | Nana Mouskouri    | Only love                       |
|        | 7 december   | Nana Mouskouri    | Only love                       |
| 298    | 14 december  | a-ha              | Take on me                      |
| 299    | 21 december  | Elton John        | Nikita                          |
|        | 28 december  | Elton John        | Nikita                          |